# El Ghassoul
Cet article concerne une localité en Algérie. Pour l'argile smectite utilisée en cosmétique et provenant du Djebel Ghassoul, la partie marocaine du massif de l’Atlas, voir Rhassoul. Pour rasūl, un prophète envoyé par Allah, voir Messagers de l'islam.
El Ghassoul est une commune de la wilaya d'El Bayadh en Algérie.

## Géographie

### Situation
Le territoire de la commune de El Ghassoul se situe au centre de la wilaya d'El Bayadh.
| El Bayadh | Stitten  | Sidi Ameur |
| Kraakda   | Ghassoul | Sidi Ameur |
| Kraakda   | Brezina  | Brezina    |

### Localités de la commune
La commune de Ghassoul est composée de douze localités :
- Aïn Lak Sour
- Boukhobza (Menidjel)
- Bouslah
- El Ghassoul
- Laguermi
- Ouled Aïssa
- Ouled Boudjemâa
- Ouled Moumen
- Ouled Sidi Cheikh
- Ouled Ziad
- Reziguet
- Tnia